# Phyllodium longipes
Phyllodium longipes là một loài thực vật có hoa trong họ Đậu. Loài này được (Craib) Schindl. miêu tả khoa học đầu tiên.